# Tillandsia vicentina
Tillandsia vicentina är en gräsväxtart som beskrevs av Paul Carpenter Standley. Tillandsia vicentina ingår i släktet Tillandsia och familjen Bromeliaceae. Inga underarter finns listade i Catalogue of Life.

## Bildgalleri

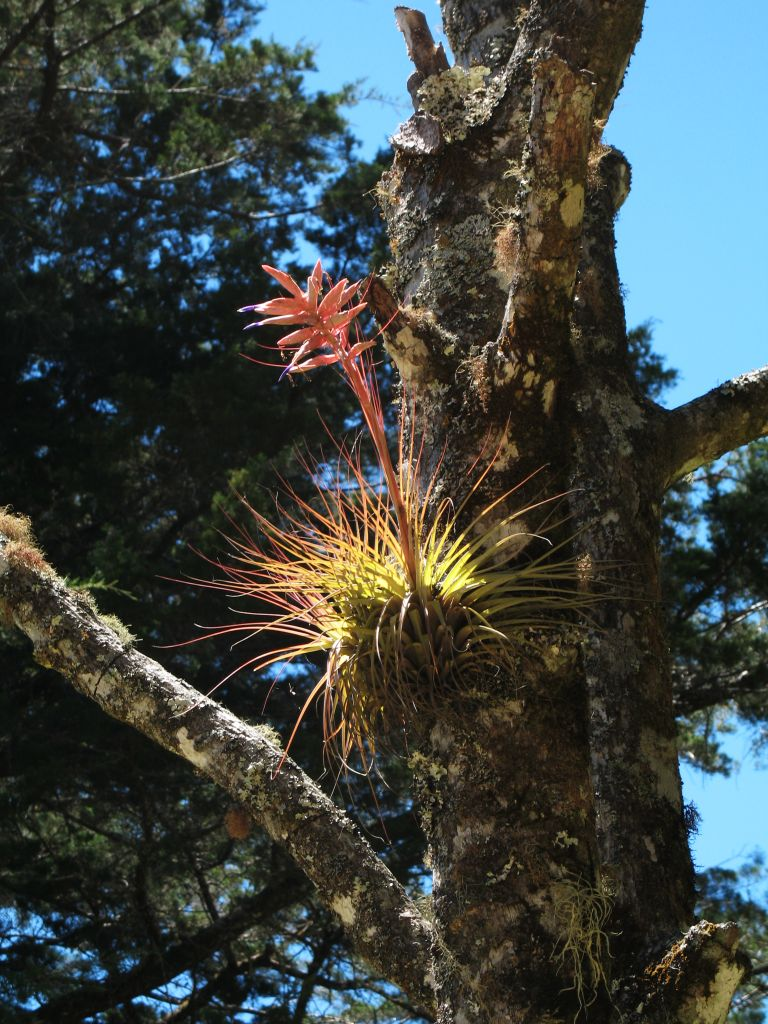